# コノシロ
コノシロ（鰶・鮗・鯯・鱅、学名: Konosirus punctatus）は、ニシン目ニシン科に分類される魚類である。東アジアの内湾に生息する海水魚で、食用に漁獲される。

## 分布・生息域
東北地方南部以南の西太平洋、オリガ湾以南の日本海南部、黄海、東シナ海、南シナ海北部に広く分布し、内湾や河口の汽水域に群れで生息する。大規模な回遊は行わず、一生を通して生息域を大きく変えることはない。

## 形態・生態
成魚は全長30センチメートルほどで、体は木の葉のように左右に平たい。口先は丸く口は小さい。背中側は青緑色で腹側は銀白色をしている。体の上半分には小さな黒い斑点が点線状にたくさん並び、鰓蓋の後に大きな黒い斑点が一つある。また、背びれの最後の軟条が糸状に長く伸びるのが特徴で、生息域が重なるサッパなどと区別できる。
春から秋には内湾でも塩分濃度が低い河口域に棲み、冬には湾口部の比較的深部に移動して越冬する。群になって表中層を活発に泳ぎ廻る同じニシン目のニシンやイワシほど大きな回遊はせず、有機物の多い内湾での定着性が比較的強い魚である。
プランクトン食性で、プランクトンを水ごと吸いこみ、鰓耙（）でプランクトンを濾しとって食べる。産卵期は春で、夕方に直径1.5ミリメートルほどの浮遊卵を産卵する。
高級魚である。

## 日本語の呼称
古くはツナシと言い、大伴家持の古歌に「都奈之」として登場する。「コノシロ」は古代に人名としても使用され、塩屋連鯯魚や坂合部連鯯魚、小塞連近之里、己乃志呂売、近志侶などが史料から確認できる。

### 出世魚
成長段階に応じて呼び名が変わる、いわゆる出世魚の一つである。関東地方では4 - 5センチメートルの幼魚をシンコ、7 - 10センチメートルぐらいはコハダ、13センチメートル程度はナカズミ、15センチメートル以上はコノシロとなる。その他の地域での若魚の名前として、ツナシ（関西地方）、ハビロ（佐賀県）、ドロクイ、ジャコ（高知県）などがある。

### コノシロの由来
『慈元抄』では、コノシロの名称は戦国期ごろ「ツナシ」に代わり広まったという。大量に獲れたために下魚扱いされ、「飯の代わりにする魚」の意から「飯代魚（）」と呼ばれたと伝わる。これは、古くは「飯」のことを「コ」や「コオ」といい、また、雑炊に入れる煮付けや鮓（）の上にのせる魚肉なども「コ」や「コオ」といったところから。また『慈元抄』や『物類称呼』には、出産児の健康を祈って地中に埋める風習から「児（）の代（）」と云うとある。当て字でコノシロを幼子の代役の意味で「児の代」、娘の代役の意味で「娘の代」と書くことがある。出産時などに子供の健康を祈って、コノシロを地中に埋める習慣があった。また焼くと臭いがきついために、以下のような伝承も伝わっている。
富士山の山頂には「このしろ池」と呼ばれる夏でも涸れない池があり、山頂にある富士山本宮浅間大社奥社の祭神木花咲耶姫の眷属である「このしろ」という魚が棲んでいるとされ、風神からの求婚を断るために女神がやはりコノシロを焼いて欺いたという同様の話が伝わっている。
また『塵塚談』には、「武士は決して食せざりしものなり、コノシロは『この城』を食うというひびきを忌（）てなり」とあり、また料理する際に腹側から切り開くため、「腹切魚」と呼ばれ、武家には忌み嫌われた。そのため、江戸時代には幕府によって武士がコノシロを食べることは禁止されていたが、酢締めにして寿司にすると旨いため、庶民はコハダと称して食した。その一方で、日本の正月には膳（おせち）に「コハダの粟漬け」が残っており、縁起の良い魚としても扱われている。
コノシロの漢字は、コノシロが秋祭の「鮓」の材料として広く使われたことから魚偏に祭とした。
また冬という字を使って「鮗」とも書く。

## 食用

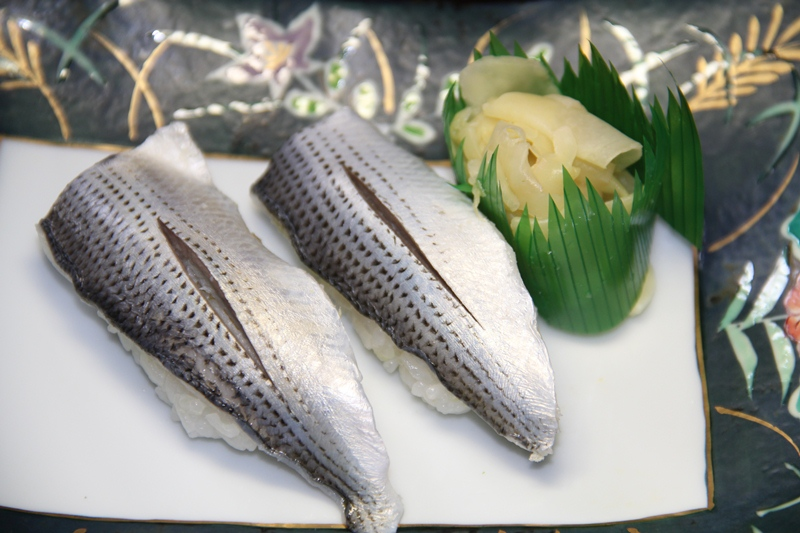
コハダの握り寿司

沿岸漁業の定置網、刺し網、地引き網などで漁獲されるが、サビキ釣りでも釣れることがある。最も漁獲量が多いのは伊勢湾地域で、瀬戸内海西部がこれに次ぎ、九州中部がこれに次ぐ。有明海沿岸域では1990年代後半頃から漁獲量が減っている。

### 日本
酢との相性がよく、シンコやコハダを酢〆にしたものはいわゆる「光もの」の代表であり、江戸前寿司には欠かせない寿司種として不動の需要がある。利用はほとんど寿司種に限定され、寿司に適さない成魚は子魚よりも商品価値が低く、小さいほど価格が高いという珍しい魚で、特に関東地方でこの傾向が強い。東京ではシンコの初物には、1kg当たり数万円以上という高値がつく。小型で身が薄く上手に捌くことが難しいうえ、酢や塩の加減で風味が大きく変化することから、寿司職人の技量を計る魚とも呼ばれる。寿司種以外でも酢に漬けて加工されたものが一般的で、いわゆる粟漬けもコノシロの酢漬けである。また刺身などで食べる際は酢味噌が用いられることが多い。
江戸前寿司ではシンコの出回り始める夏から秋が旬とされるが、脂が乗るのはむしろ冬季で、正月料理として粟漬けがある。また、有明海や八代海沿岸では背開きしたコノシロを塩漬けにして長期保存しておき、食べる際に酢で締め、酢飯を詰めた姿寿司がほぼ1年中食べられている。同地方の郷土料理に三枚におろしたコノシロを甘酢とショウガで酢締めにした「このみ漬け」がある。煮干しにされることもあり、上品な旨味の強い出汁がとれるが流通は局所的。
成魚となったコノシロは身質そのものは良く、塩焼きや唐揚げなどで食されるが、小骨が多く傷みが早い（そのため、かつては焼くと「死人を焼いたような臭いがする」とされていた）。価格が付きにくいこともあって漁獲地周辺の流通にとどまり、多くは飼料や肥料に加工されている。SDGsの高まりを受けて、未利用魚と扱われているコノシロを食べやすく加工して食品として販売する試みもある。

### 韓国
コノシロを「ジョノ（錢魚/전어)」といい、よく食される。韓国では成長過程で名前が変わらないので、コハダもコノシロも「ジョノ」である。釜山から南西部の秋夕（9月下旬）には欠かせぬ食材である。刺身、塩焼き、塩辛に料理する。ことわざに「ジョノを焼く臭いにつられて、家出した嫁も家に戻ってくる」というものがあり、故郷の味とされる。毎年9月下旬には魚の需要（特に刺身）が高まり、値段が数倍になる。日本からもこの需要期に韓国へ輸出される。